# NGC 2304
NGC 2304 (również OCL 484) – gromada otwarta znajdująca się w gwiazdozbiorze Bliźniąt. Odkrył ją William Herschel 30 grudnia 1783 roku. Znajduje się w odległości ok. 14,35 tys. lat świetlnych od Słońca.